# Zánik domu Usherů
Zánik domu Usherů (povídka byla přeložena do češtiny nebo slovenštiny i pod názvy Zánik domu Usherovského, Zkáza Domu Usherů, Pád domu Usherů a Zánik domu Usherova, název anglického originálu zní The Fall of the House of Usher) je hororová povídka amerického spisovatele a literárního teoretika Edgara Allana Poea z roku 1839.
Hororový příběh je vyprávěn nejmenovaným mužem, jenž obdrží naléhavý dopis od přítele z dětství Rodericka Ushera, v němž jej žádá, aby jej přijel navštívit. Vypravěč se vydá za přítelem, který žije ve starém ponurém sídle a shledá jej ve špatném psychickém stavu. Ačkoliv je rod Usherů vážený, je o něm známo, že jeho členové trpí duševními indispozicemi. Vypravěč si toho ihned povšimne – nejen na stavu svého přítele, nýbrž i na jeho sestře Madeline.
Povídka byla několikrát zfilmována.

## Příběh
Vypravěč příběhu obdrží jednoho dne naléhavý dopis od svého přítele z dětství Rodericka Ushera, aby jej přijel navštívit do jeho sídla. Žádá jej o pomoc, trpí nervovou rozrušeností a doufá, že mu společnost jediného přítele přinese úlevu.
Muž se vydá na cestu a jakmile k večeru dorazí ke starobylému domu rodu Usherů, padne na něj podivná tíseň. Jakoby měl dům se sousedním močálem temnou moc přivolávat chmury. Na mysl mu vyvstane představa, že dům obklopují tíživé výpary rozkladu, hnijící ovzduší s nádechem barvy olova.
O váženém rodu Usherů je známo, že slul odnepaměti přehnanou citlivostí, jež se projevovala v četných uměleckých dílech, zájmem o složité formy hudby a štědrou dobročinností.
Sluha návštěvě odebere koně a komorník muže doprovodí k Roderickovi. Jak je překvapen proměnou posledního z Usherů! Před ním stojí lidská troska, mrtvolně bledá pleť, velké oči, tenké bledé rty, tenké měkké vlasy povlávající kolem lebky s nepřiměřeným rozpětím. Roderick jej srdečně vítá, v jeho tváři je upřímnost. Velmi záhy návštěvník pozná další rysy povahy svého přítele – rozpolcenost, ustavičnou úzkost a zádumčivost. Usher jej informuje o své chorobě a utkvělé obavě, že brzy zemře. Má pocit, že toto prastaré sídlo nad ním získalo nějakým způsobem moc a opanovalo jeho životní elán. K neblahým psychickým náladám přispívá i špatný zdravotní stav jeho milované sestry Madeline, vleklá choroba ji velmi oslabuje a přivádí dnem ode dne blíž k náruči smrti.
Návštěvník se snaží přítele rozptýlit. Společně se věnují četbě či předčítání, Usher hraje na kytaru a zpívá improvizovaný text, maluje. Při vzájemných rozhovorech vysloví názor, že schopnost vnímání má i rostlinstvo – a také určité nerosty. Tato jeho víra pramení z přesvědčení, že strašlivá síla starodávného sídla ovládá jeho mysl.
Když Madeline zemře, Roderick vysloví přání uložit její tělo dočasně do rodinné kobky. Společně se svým přítelem ji dopraví do temného vlhkého sklepení a na okamžik pohlédnou zesnulé do tváře. Následující dny trápí Ushera žal a během jedné noci, kdy venku zuří bouře, navštíví přítele v jeho komnatě. Ten se rozhodne předčítat mu úryvky z knihy Launcelota Canninga. Jak pokračuje v četbě, Roderick se podivně chvěje a pohupuje. Zdá se, že odněkud z domu vycházejí zvuky, které se téměř shodují s příběhem knihy. V jednu chvíli Usher vyskočí a vykřikne „Ne Ethelred, ale Madeline je za dveřmi! Cožpak nepoznám ten tlukot jejího srdce? Chvátá mi vyčíst, jak jsem si pospíšil s pohřbem!“
Dveře se otevřou a vyzáblé tělo Madeline v zakrváceném rubáši padne na jejího bratra, jenž se kácí k zemi mrtev. Vypravěč na nic nečeká, prchá z děsivého domu, skočí na koně a ujíždí pryč. Když se ohlédne, spatří rozpadající se dům, jejž pohlcují vody černého močálu.

## Témata a odkazy v povídce
Z různých často se opakujících témat v díle E. A. Poea lze v povídce Zánik domu Usherů nalézt:
- Pohřbení zaživa (též v povídkách Berenice, Sud vína amontilladského, Předčasný pohřeb).
- Psychické onemocnění (též v povídkách Berenice, Zrádné srdce, Metoda doktora Téra a profesora Péra).
- Katalepsie (též v povídkách Berenice, Předčasný pohřeb).

V povídce jsou jmenováni různí autoři a jejich díla:
- úvodní citát „Jeho srdce je loutna zavěšená, sotva se ho dotkneš, zní.“ je od francouzského básníka P.-J. de Bérangera, ačkoli Bérangerův originální text je „Mé srdce je...“.
- román Podzemní výprava Mikuláše Klimma dánsko-norského dramatika, spisovatele a historika Ludviga Holberga[1]
- spis De Caelo et Ejus Mirabilibus et de inferno. Ex Auditis et Visis (Nebe a peklo) švédského vědce, teologa a mystika Emanuela Swedenborga[1]
- novela Belfagor Arcidiavolo italského politika, diplomata, spisovatele, historika a vojenského teoretika Niccolò Machiavelliho[1]
- básně Vert-Vert a La Chartreuse francouzského básníka a dramatika Jean-Baptiste-Louise Gresseta[1]
- díla anglického fyzika, matematika, lékaře a alchymisty Roberta Fludda[1]
- Das alte Buch und die Reise ins Blaue hinein. Eine Mährchen-Novelle německého romantického básníka, prozaika, dramatika a překladatele Ludwiga Tiecke[1]
- Die Kunst der Chiromantzey Jeana d'Indaginé[1]
- Discours sur les Principes de la Chiromancie Marina Cureau de la Chambra[1]
- dílo Sluneční stát italského filosofa, teologa, astrologa a básníka Tommaso Campanelly[1]
- dílo Directorium Inquisitorum dominikána Eymerica de Gironna[1]
- římský geograf a spisovatel Pomponius Mela[1]
- britský malíř švýcarského původu Henry Fuseli

## Inspirace
- Název švédské death metalové kapely House of Usher vychází z názvu Poeovy povídky[2]
- Nedokončenou operu na námět povídky (La Chute de maison Usher) napsal francouzský skladatel Claude Debussy (1908)
- Pád domu Usherů (The Fall of the House of Usher), opera Philipa Glasse z roku 1987
- Pád domu Usherů (The Fall of the House of Usher), opera Hendrika Hofmeyra z roku 1988
- Stejnojmenná druhá polovina Progresivní rock alba Tales of Mystery and Imagination od The Alan Parsons Project čerpá z tohoto díla

### Filmy
- Zánik domu Usherů (film, 1980) – krátký film Jana Švankmajera
- Pád domu Usherů (film, 1928) – francouzsko-americký film
- Zánik domu Usherů (film, 1960) – americký film
- Zánik domu Usherů (film, 1989) – americko-kanadsko-britský film
- Tajemství domu Usherů – americký film z roku 2008
- Pád domu Usherů – americká minisérie z roku 2023

## Česká a slovenská vydání
Česky nebo slovensky vyšla povídka v následujících sbírkách či antologiích:
Pod názvem Zánik domu Usherů:
- Anděl pitvornosti (Argo, 2007)
- Jáma & kyvadlo a jiné fantastické příběhy (Nakladatelství XYZ, 2007)
- Jáma a kyvadlo a jiné povídky (Odeon 1975, 1978, 1987, 1988 a Levné knihy KMa 2002[4])
- Pád do Maelströmu a jiné povídky (Argo, 2007, ISBN 978-80-7203-939-5, překlad Josef Schwarz a Ladislav Šenkyřík, vázaná, 248 stran, autor obálky: Alén Diviš)
- Předčasný pohřeb: Horrory a jiné děsivé příběhy (Hynek s.r.o., 1999)
- Půlnoční povídky (Albatros, sestavily Zuzana Ceplová a Jarmila Rosíková, 1989)
- V mistrově stínu: Povídky Edgara Allana Poea (Nakladatelství XYZ , 2010, ISBN 978-80-7388-301-0, překlad Vítězslav Nezval, Tomáš Pekárek, Josef Schwarz, Ladislav Šenkyřík, Jaroslav Vrchlický, vázaná, 384 stran, obálky: Isifa Image Service a Jakub Karman)
- Zlatý skarabeus: Devatero podivuhodných příběhů Edgara Allana Poea (Albatros (edice Klub mladých čtenářů), 1979, překlad Josef Schwarz, 228 stran, náklad 50 000)
- Zrádné srdce: Výbor z díla (Naše vojsko, 1959, překlad Josef Schwarz, vázaná s papírovým přebalem, 676 stran)

Pod názvem Zkáza Domu Usherů:
- Edgar (Dryada, 2008)

Pod názvem Zánik domu Usherovského:
- (slovensky) Zlatý skarabeus (Tatran, 1967, 295 stran)

Pod názvem Pád domu Usherů:
- Dobrodružství A. G. Pyma a jiné povídky (Melantrich, 1929)

Pod názvem Zánik domu Usherova:
- Zánik domu Usherova (Anna Bečková, 1927). Dostupné online.